# Jatimakmur (Songgom)
Jatimakmur is een bestuurslaag in het regentschap Brebes van de provincie Midden-Java, Indonesië. Jatimakmur telt 6532 inwoners (volkstelling 2010).